# Episodi di True Tears

Noe e Shin'ichirō

Questa è la lista degli episodi dell'anime True Tears, prodotto dallo studio P.A. Works e diretto da Junji Nishimura.
La serie è composta da 13 episodi trasmessi in Giappone dall'emittente TV Kanagawa dal 6 gennaio al 30 marzo 2008.
In Italia la serie è inedita.

## Lista episodi
| Nº | Titolo italiano (traduzione letterale) Giapponese 「Kanji」 - Rōmaji | In onda          | In onda |
| Nº | Titolo italiano (traduzione letterale) Giapponese 「Kanji」 - Rōmaji | Giapponese       |         |
| 1  | Io... perché, ho perso le mie lacrime 「私...涙, あげちゃったから」 - Watashi... namida, agechatta kara | 6 gennaio 2008   |         |
| 1  | Shin'ichirō Nakagami è un ragazzo che vive con i suoi genitori e Hiromi Yuasa, un'amica d'infanzia della quale è innamorato, che dalla morte del padre — amico dei Nakagami — abita con loro. Una mattina a scuola incontra Noe Isorugi, una ragazza un po' scontrosa che vuole far volare una delle due galline che sono nel pollaio nel cortile della scuola. Shin'ichirō, dopo aver preso in giro Noe, riceve una maledizione dalla ragazza. La mattina seguente Shin'ichirō, dopo aver ricevuto una brutta notizia, chiede a Noe di ritirare la maledizione. Noe sembra aver fatto pace con Shin'ichirō: i due vanno al pollaio e scoprono che Raigomaru — la gallina a cui Noe stava insegnando a volare — è stata uccisa da un cane procione. Noe è di spalle a Shin'ichirō e sembra molto triste; quando la ragazza si volta verso di lui dopo aver detto di aver smesso di piangere, Shin'ichirō è stupito: il volto della ragazza è perfettamente asciutto, come se non avesse versato alcuna lacrima. |                  |         |
| 2  | Io... che cosa voglio fare... 「私...何がしたいの...」 - Watashi... nani ga shitai no... | 13 gennaio 2008  |         |
| 2  | Noe, dopo aver mostrato a Shin'ichirō una fialetta che porta sempre con se, confida al ragazzo che prima di versare le sue lacrime avrà bisogno di prendere quelle di un'altra persona. Nei giorni seguenti Noe è più spontanea verso Shin'ichirō e non perde occasione di cercare il suo sguardo. Hiromi, dopo aver raccontato a Shin'ichirō le strane storie che circolano su Noe, chiede al ragazzo un favore: fissarle un incontro con Noe. Shin'ichirō, credendo che Hiromi voglia diventare amica di Noe, organizza l'incontro tra le ragazze. Quando Noe vede Hiromi le dice di aver capito che l'ha voluta incontrare per “studiarla” e non per chiederle l'amicizia; la sera Hiromi ringrazia Shin'ichirō per il favore e gli dice di essere rimasta colpita da Noe che, pur scoprendo il suo inganno, non si è arrabbiata con lei. |                  |         |
| 3  | Cos'è successo? Parlando dell'altro giorno 「どうなった? こないだの話」 - Dō natta? Konaida no hanashi | 20 gennaio 2008  |         |
| 3  | Shin'ichirō trova dei semi rossi nel suo armadietto scolastico, sotto al banco o lungo il percorso che conduce alla sua aula: la responsabile è Noe, che gli porta i semi che erano destinati a Raigomaru. Shin'ichirō insegue Noe per chiederle di smettere di assillarlo, quando vede che la compagna di scuola accetta un passaggio in moto da parte di un ragazzo. Aiko — la senpai di Shin'ichirō — usando una perifrasi dice al ragazzo che probabilmente Hiromi è innamorata di lui. Il giorno seguente Shin'ichirō tenta nuovamente di parlare con Noe; la ragazza, seduta sul ramo di un albero, cade e Shin'ichirō è costretto a portarsela sulle spalle. I due giungono alla palestra della scuola dove si disputa una gara di basket maschile; Hiromi vede Shin'ichirō insieme a Noe e sembra turbata. Shin'ichirō si accorge che uno dei giocatori è il ragazzo che aveva dato un passaggio a Noe e scopre che è suo fratello. Nel frattempo Hiromi — dopo aver ricordato quando da bambina era a un matsuri con Shin'ichirō e si era innamorata di lui — confida alla sua amica Tomoyo che le piace il fratello di Noe. Quando Hiromi si allontana incrocia Shin'ichirō: il ragazzo era vicino a lei e Tomoyo e ha sentito le sue parole. |                  |         |
| 4  | Okay, splash splash 「はい, ぱちぱちってして」 - Hai, pachipachitte shite | 27 gennaio 2008  |         |
| 4  | Hiromi, che ha soffocato i suoi sentimenti per Shin'ichirō da quando è andata a vivere a casa sua, spiega al ragazzo come si sia infatuata del fratello di Noe. Shin'ichirō è piuttosto freddo con Hiromi; dopo aver trascorso la domenica in compagnia di Aiko, una volta a casa, è protagonista di un incidente che riesce a far ridere Hiromi. Il giorno successivo Noe, dopo aver detto a Shin'ichirō che sa che soffre a causa di Hiromi e che potrebbe aiutarlo, spiega al ragazzo il motivo per cui non piange. Sua nonna, gravemente malata, le asciugò le lacrime dicendole che le avrebbe portate sempre con sé perché erano quelle di una persona speciale; Noe si è ripromessa di non piangere finché non avrà seguito l'esempio della nonna asciugando le lacrime di una persona importante, e crede che Shin'ichirō possa essere la persona adatta per il suo proposito. Una mattina, mentre Shin'ichirō sta per recarsi a scuola, vede un motociclista davanti alla porta di casa: è Jun, il fratello di Noe, che gli chiede di concedere un appuntamento alla sorella. |                  |         |
| 5  | I ragazzi impiccioni sono degli idioti 「おせっかいな男の子ってバカみたい」 - Osekkai na otokonokotte baka mitai | 3 febbraio 2008  |         |
| 5  | Tranquilla giornata scolastica, Noe trascorre la pausa pranzo con Hiromi e divide con lei il suo bentō come farebbe con una amica. Dopo la scuola Shin'ichirō passa al negozio di imagawayaki dove lavora Aiko; qui Shin'ichirō scopre che Aiko sta preparando un maglione per Nobuse — innamorato di lei. Rientrando a casa Shin'ichirō trova Hiromi che, dopo avergli chiesto di andare sul mare, gli racconta dell'incontro con Noe. Più tardi Shin'ichirō, durante la lezione di danza giapponese che frequenta abitualmente, riceve la visita di Noe: la ragazza divide con lui il bento, dicendogli che lo ritiene in grado di volare. Mentre la madre di Shin'ichirō dice a Hiromi che non deve stare insieme al figlio, Shin'ichirō incontra Jun e si mette d'accordo sull'appuntamento con Noe: ci andrà se lui uscirà con Hiromi. Shin'ichirō racconta a Hiromi che Jun pensa che sia carina; la ragazza, che sperava che Shin'ichirō volesse chiederle di uscire con lui, lo tratta con molta freddezza. |                  |         |
| 6  | Che... scherzo è questo? 「それ...何の冗談?」 - Sore... Nani no jōdan? | 10 febbraio 2008 |         |
| 6  | Jun fissa un appuntamento con Hiromi; nel frattempo Shin'ichirō si chiede se abbia fatto bene a organizzare l'uscita di Hiromi con Jun senza sapere quali fossero i veri sentimenti della ragazza. La domenica successiva Nobuse e Aiko escono insieme; Aiko, dopo aver rivissuto il momento in cui il Nobuse le chiese di iniziare a uscire insieme, rifiuta un maglione che lui voleva regalarle (mentre la settimana precedente aveva comprato quello che Shin'ichirō aveva scelto per lei). Intanto Jun, dopo aver trascorso il pomeriggio con Hiromi, riaccompagna la ragazza a casa e le dice di spingere Shin'ichirō a chiedere un appuntamento a Noe. Più tardi la madre di Shin'ichirō rimprovera a Hiromi di essersi fatta riaccompagnare da uno sconosciuto e accenna a una situazione che riguarda sua madre; Shin'ichirō assiste al dialogo e si arrabbia con la madre che, da un po' di tempo, sembra molto arrabbiata on Hiromi. Quando Shin'ichirō tenta di consolare Hiromi la ragazza gli fa una confessione sconvolgente: la nonna le disse che il suo vero padre potrebbe essere il signor Nakagami, quindi lei e Shin'ichirō sarebbero fratelli. |                  |         |
| 7  | Dimmelo chiaramente, scrivilo qui 「ちゃんと言って, ここに書いて」 - Chanto itte, koko ni kaite | 17 febbraio 2008 |         |
| 7  | Le parole di Hiromi hanno sconvolto Shin'ichirō: Noe se ne accorge e, pensando che sia a causa di Hiromi, ha un battibecco con lei. Shin'ichirō, mentre rientra a casa in compagnia di Aiko dopo una lezione di danza, incontra Jun che gli ricorda che deve chiedere un appuntamento a Noe. Shin'ichirō inizia a credere di essersi innamorato di Noe e tenta di chiederle di uscire insieme: alle sue parole Noe se ne va imbarazzata senza aprire bocca. Dopo qualche giorno Shin'ichirō tenta nuovamente di chiedere un appuntamento a Noe: la ragazza vuole che Shin'ichirō le confessi il suo amore. Shin'ichirō si dichiara, ma a Noe non bastano le sue parole e vuole che il ragazzo metta per scritto la sua dichiarazione per rafforzare il suo impegno. Shin'ichirō, mentre inizia a nevicare, scrive la sua promessa sul terreno davanti al pollaio usando dei sassi e i guanti di Noe. Di ritorno a casa Shin'ichirō si ferma accanto al negozio di Aiko; la ragazza — che aveva cercato di rompere con Nobuse — vede che Shin'ichirō si sta bagnando e lo fa entrare per asciugarsi. Quando Shin'ichirō le dice che sta iniziando a frequentare Noe Aiko, dopo avergli lanciato un asciugamano sul volto, lo bacia teneramente chiedendogli di pensare anche a lei. |                  |         |
| 8  | La città dove non nevica 「雪が降っていない街」 - Yuki ga futte inai machi | 24 febbraio 2008 |         |
| 8  | Shin'ichirō riflette a quanto è accaduto, soprattutto al fatto di aver rifiutato l'amore di Aiko che vede solo come un'amica e come la fidanzata di Nobuse. Noe e Shin'ichirō hanno il loro primo appuntamento: mentre sono al mare, in una giornata ventosa, Noe rimane affascinata dalla storia illustrata che Shin'ichirō sta scrivendo ispirandosi a Raigomaru. La domenica successiva Hiromi subisce l'astio della madre di Shin'ichirō; lei e Jun si incontrano alla palestra della scuola e, parlando con il ragazzo, viene a sapere che sta uscendo con lei perché gliel'ha chiesto Shin'ichirō in cambio del fatto che lui uscisse con Noe. Quando lei e Jun escono dalla palestra incontrano Noe e Shin'ichirō: Hiromi rivolge delle parole scortesi a Noe, poi si rende conto che ha ripetuto le frasi che le aveva detto la madre di Shin'ichirō. Una volta a casa Hiromi scopre che la madre di Shin'ichirō ha tentato di bruciare delle foto che ritraggono sua madre; questa per lei è la goccia che fa traboccare il vaso, e corre da Jun chiedendogli di fuggire con lei in una città dove non nevica mai perché odia la neve. Noe e Shin'ichirō sono quasi a casa di lei; mentre inizia a nevicare vedono una moto sfrecciare accanto a loro: a bordo ci sono Jun e Hiromi. |                  |         |
| 9  | Tu non puoi volare davvero... 「なかなか飛べないね...」 - Nakanaka tobenai ne... | 2 marzo 2008     |         |
| 9  | La moto condotta da Jun, a causa di una manovra brusca, sbanda sbalzando lui e Hiromi sulla neve a bordo strada; i ragazzi sono illesi ma la moto si incendia e per loro diventa impossibile proseguire la fuga. Mentre Jun e Hiromi pensano a cosa fare un taxi li raggiunge: dentro ci sono Shin'ichirō e Noe, che li stavano seguendo preoccupati. Shin'ichirō abbraccia Hiromi, felice di vedere che non si è fatta male; Noe assiste alla scena e sembra scorgere l'intensità del rapporto che lega Shin'ichirō a Hiromi. I ragazzi tornano a casa: qui Hiromi scopre che la madre di Shin'ichirō è molto più disponibile e premurosa nei suoi confronti, quasi come se volesse farsi perdonare; intanto Shin'ichirō apprende dal padre che è impossibile che lui e Hiromi siano fratelli. Nei giorni successivi la madre di Shin'ichirō si dimostra sempre più affettuosa nei confronti di Hiromi; la donna le confida che vuole cercare di farsi perdonare tutti i comportamenti aggressivi che ha avuto in passato e spera di impostare un nuovo rapporto con lei. Noe legge gli ultimi sviluppi della storia di Shin'ichirō; dopo avergli confidato che lui — a differenza di Raigomaru — è in grado di volare, scappa dal luogo del loro appuntamento. |                  |         |
| 10 | Farò tutto perfettamente 「全部ちゃんとするから」 - Zenbu chanto surukara | 9 marzo 2008     |         |
| 10 | Hiromi è a casa, sospesa dalla scuola dopo l'incidente; lei e Shin'ichirō prendono coscienza del fatto di non essere fratelli. Nobuse confida a Shin'ichirō che lui e Aiko si sono lasciati; durante l'intervallo per il pranzo Nobuse incontra Noe e le chiede di maledirlo, affinché non possa più innamorarsi. Hiromi incontra Jun e gli confida che, dopo gli ultimi avvenimenti, vuole riflettere sui suoi veri sentimenti e non ha più intenzione di uscire con lui; il ragazzo si oppone, perché questo vorrebbe dire rompere l'accordo con Shin'ichirō. Noe viene invitata da Shin'ichirō ad assistere alle prove di danza; lì è presente anche Aiko che presenta a tutti Noe come “la prima ragazza di Shin'ichirō”. Una volta a casa Shin'ichirō parla con Hiromi: la ragazza ha intenzione di andare a vivere da sola e lascerà la casa la domenica successiva. Quando Hiromi parte Shin'ichirō, resosi conto di non averle detto qualcosa di molto importante, segue il mezzo della ditta di traslochi con la bicicletta. Hiromi vede che Shin'ichirō la sta seguendo e che, a causa del ghiaccio sulla strada, è caduto rovinosamente a terra; la ragazza, con le lacrime agli occhi, corre verso di lui e cade a sua volta, cadendogli addosso. Mentre Shin'ichirō è a terra, con Hiromi sopra di lui, le confida che questa volta farà tutto perfettamente. |                  |         |
| 11 | Non sono io la persona che ami 「あなたが好きなのは私じゃない」 - Anata ga suki na no wa watashi ja nai | 16 marzo 2008    |         |
| 11 | È trascorsa una settimana da quando Hiromi è andata a vivere da sola, si avvicina il giorno del festival invernale e Shin'ichirō non ha ancora rivisto Noe. Dopo la scuola il ragazzo visita l'appartamento di Hiromi; improvvisamente lei propone di fare una passeggiata sul mare. Mentre i ragazzi sono sulla riva Hiromi bacia teneramente Shin'ichirō. Aiko, intanto, chiede a Nobuse di riprendere a frequentarsi come semplici amici, lasciando la porta aperta a eventuali sviluppi nel loro rapporto. Jun, dopo aver preso le difese di Hiromi — trattata rudemente durante una partita di pallacanestro — chiede alla ragazza di vedersi per un'ultima volta. Quando Hiromi ribadisce a Jun che non ha intenzione di continuare a vederlo o di rispondere alle sue telefonate, lui obietta che il patto con Shin'ichirō è ancora valido; Hiromi a questo punto dice a Jun che non è lei la persona che ama, perché probabilmente tiene più a Noe che a lei. Quella notte Hiromi telefona a Shin'ichirō: ha ricevuto una chiamata di Jun, preoccupato perché Noe non è rientrata a casa. Shin'ichirō, dopo aver visto che nel giardino della suola non c'è più Jibeta — la gallina sopravvissuta all'attacco del procione — parte alla ricerca di Noe. La ragazza, intanto, è con Jibeta al luogo dove si incontrava con Shin'ichirō, e si rende conto che lui è innamorato di Hiromi. Quando Shin'ichirō raggiunge Noe si accorge che le parole che la ragazza gli ha detto durante il loro ultimo incontro erano il preludio a una separazione. |                  |         |
| 12 | Dai miei occhi che non vedono niente... 「何も見てない私の瞳から」 - Nani mo mitenai watashi no hitomi kara | 23 marzo 2008    |         |
| 12 | Noe sta tentando di convincere Jibeta a volare; quando vede che la gallina si dimena le dice, come per consolarla, che ha capito che ha scelto di non voler volare. Shin'ichirō la convince a rientrare a casa e comunica a Hiromi che tutto è andato a posto. Il giorno seguente si tiene il festival: Hiromi e i genitori di Shin'ichirō sono impegnati nella vendita del sakè, mentre il ragazzo si prepara per danzare alla sfilata. Aiko, giunta in ritardo ad aiutare Hiromi, scorge Noe nei pressi del loro stand; Hiromi — che ha detto ad Aiko di essere la ragazza di Shin'ichirō — segue Noe e, dicendole che lei e Shin'ichirō hanno chiarito i loro sentimenti, le chiede di lasciarli in pace. Noe si allontana, abbattuta, riflettendo sul fatto di non essere riuscita a cogliere i sentimenti di Hiromi ma soprattutto quelli di Shin'ichirō; una volta a casa scopre che Jun è stato dovrà trasferirsi a Tokyo per lavoro, lasciandola da sola. Shin'ichirō, dopo aver danzato alla sfilata, si esibisce sul palco nei pressi del tempio. Tra il pubblico ci anche sono Hiromi e Noe; alla fine dello spettacolo Hiromi si accorge che Noe è già andata via. Shin'ichirō cerca Noe e, non vedendola, si dirige verso la scuola; appena raggiunge l'albero dove Noe prendeva i semi che dava come cibo alle galline vede che la ragazza si è arrampicata su un ramo molto alto e si è appena lanciata nel vuoto... |                  |         |
| 13 | Le tue lacrime 「君の涙を」 - Kimi no namida o | 30 marzo 2008    |         |
| 13 | Il volo di Noe termina su un cumulo di neve; la ragazza, a parte la frattura della gamba sinistra, non ha gravi conseguenze. Jun incontra prima Shin'ichirō — al quale rimprovera di non aver capito i sentimenti di Noe — e poi Hiromi, con la quale rompe definitivamente tutti i rapporti. Hiromi si sente responsabile del gesto di Noe e chiede a Shin'ichirō di passare da lei dopo la scuola. Quando il ragazzo giunge da lei Hiromi sembra molto cordiale nei suoi confronti, ma successivamente lo invita ad andarsene. Più tardi Hiromi si presenta a casa di Shin'ichirō: dopo avergli detto di amarlo e che si odia per la reazione avuta con Noe — dovuta al fatto che non sopportava che qualcuno si mettesse tra lei e Shin'ichirō — chiede al ragazzo di scegliere una tra lei e Noe. Shin'ichirō va da Noe per mostrarle il libro illustrato; quando la ragazza rifiuta Shin'ichirō inizia a distruggerlo sul molo dove si incontrava con Noe. Nonostante la gamba rotta Noe segue il ragazzo sul molo e inizia a leggere il suo libro; a tarda serata, mentre Noe rientra in ospedale, Shin'ichirō le urla in lacrime che ha sempre amato Hiromi. Shin'ichirō va a casa di Hiromi, con la quale aveva un appuntamento; vedendo che la ragazza è uscita inizia a cercarla lungo la strada che conduce al mare. I due si incontrano: Shin'ichirō chiede a Hiromi di uscire con lui e, mentre la ragazza appare titubante, lui l'abbraccia dichiarandole il suo amore. Giunge la primavera: Shin'ichirō e Hiromi sono una coppia fissa, tra Nobuse a Aiko c'è un'intensa amicizia e Noe si è ripresa dalla frattura. Quando Noe va al pollaio della scuola vede sul terreno alcuni dei sassi con i quali Shin'ichirō aveva scritto la sua dichiarazione d'amore per lei. Noe, ricordando gli intensi momenti trascorsi con Shin'ichirō, dopo molti anni riesce finalmente a versare delle lacrime. |                  |         |